# الحجر (الملاح)

تعديل مصدري - تعديل

الحجر هي إحدى قرى عزلة الملاح بمديرية الملاح التابعة لمحافظة لحج، بلغ تعداد سكانها 419 نسمة حسب تعداد اليمن لعام 2004.